# Benito Urgu - L'unione Sarda: La biblioteca dell'identità N°4
Benito Urgu - L'unione Sarda: La biblioteca dell'identità N°4 è un album di Benito Urgu uscito nel 2004 in allegato al quotidiano regionale L'Unione Sarda. Si tratta del quarto volume della collana "La biblioteca dell'identità" che raccoglie il meglio delle produzioni discografiche della Sardegna. L'album è composto da gag e canzoni registrate tra il 1977 e il 2004.

## Tracce
1. S'Ave Maria
2. Semenamos
3. Su ringratziamentu
4. Bugie
5. Sexy fonni
6. Omine furadu
7. Deo so meu
8. Fele
9. Pontemannu
10. Cicitta è facendo salciccia
11. La Bayamesa
12. El gallo de Moron
13. Hasta Cien
14. Portu seguru
15. Anita
16. Encantos